# Мудрець

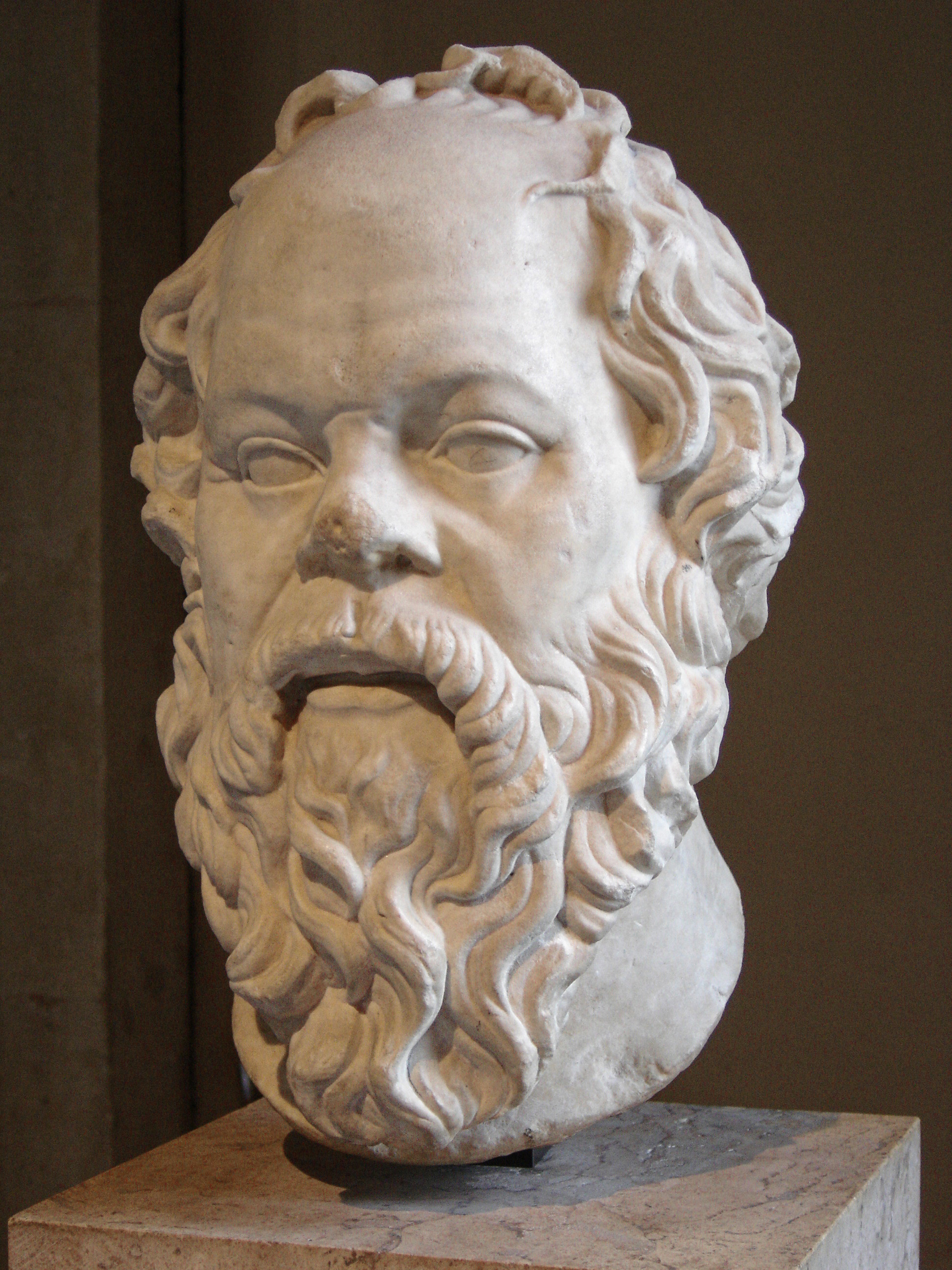
Сократ

Мудрець — у багатьох культурах особливо шанована людина, часто старійшина, наділена мудрістю, якій часто приписується божественне походження.
У Греції розрізняли «мудреців» (sophoi, порівн. сім мудреців) і «аматорів мудрості» — філософів. Історично покоління «мудреців» змінилося поколіннями «філософів».
У традиційній культурі Індії також особливу роль грає мудрець — ріши, великий мудрець — махаріши.
Стереотипний образ мудреця — людина похилого віку з довгими сивими волоссями й бородою. Цей стереотип висміювався ще в античності:

«коли з бородою дається премудрість, то бородатий козел є справжній Платон».